# Andrzej Firlej (zm. 1585)
Andrzej Firlej herbu Lewart (ur. ok. 1537, zm. 1585) – kasztelan lubelski od 1576 roku, starosta sandomierski, sekretarz królewski od 1569 roku, marszałek sejmu koronacyjnego 1576 roku.

## Życiorys
Syn Piotra Firleja i Katarzyny Tęczyńskiej herbu Topór; brat Jana i Mikołaja.
Studiował na uniwersytecie w Królewcu w 1551 roku. Brał udział w sejmie lubelskim. Poseł województwa sandomierskiego na sejm 1572 roku, sejm koronacyjny 1574 roku, poseł województwa lubelskiego na sejm koronacyjny 1576 roku.
Zasłynął jako krzewiciel kalwinizmu.
Żonaty z Barbarą ze Szreńskich, miał z nią trójkę dzieci: syna Feliksa, zmarłego w młodym wieku, oraz córki: Dorotę i Annę. Tę pierwszą wydał za Stefana Zbaraskiego, a po jego śmierci została żoną Lwa Sapiehy.